# هواگرد اژدرافکن
یک هواگرد اژدرافکن (انگلیسی: Torpedo bomber) نوعی هواگرد نظامی است که برای پرتاب اژدر هواپایه در دریا مورد استفاده قرار می‌گیرد. این هواگردها درست پیش از شروع جنگ جهانی اول و بلافاصله پس از اینکه هواگردها آن‌قدر توانمند شده‌بودند که بتوانند وزن یک اژدر را حمل کنند ساخته شدند.
این هواگردها نقش مهمی در جنگ جهانی دوم داشتند، و به خصوص در نبردهایی نظیر نبرد تارانتو و نیز حمله به پرل هاربر مورد استفاده قرار گرفتند.